# پارللا
پارللا (به ایتالیایی: Parella) یک کومونه در ایتالیا است که در استان تورین واقع شده‌است. پارللا ۲٫۸ کیلومتر مربع مساحت و ۴۷۹ نفر جمعیت دارد و ۳۳۰ متر بالاتر از سطح دریا واقع شده‌است.